# Капитоновка (Хабаровский край)
Капитоновка  — село в Вяземском районе Хабаровского края России.

## География
Село Капитоновка расположено в южной части края, в 39 км к северо-востоку от административного центра района — города Вяземский.
Расположено на дороге, соединяющей автодорогу «Уссури» с недостроенной трассой «Восток». Расстояние до автотрассы «Уссури» (на запад) около 10 км.
Село Капитоновка стоит на малой реке Капитоновка (левый приток реки Подхорёнок). От села до левого берега Подхорёнка около 8 км (на восток).

## История
Первыми жителями были переселенцы с Украины. Путь, по которому они следовали, начинался по железной дороге до Сретенска — это была конечная станция Транссибирской магистрали. От Сретенска по Шилке и Амуру на баржах и плотах плыли до Хабаровска и оттуда по Уссурийской железной дороге прибыли на станцию Дормидонтовка, к месту будущей Капитоновки переселенцы добирались пешим и конным порядком. Первое время жили в землянках, налаживали быт, первые дома были поставлены в 1907 году. В 1914 году открылась начальная школа. В 1915 году в селе проживало 1000 человек, имелась мельница, торговые лавки, церковь, лавки.

## Население
| 1915 | 1926 | 2002 | 2010 | 2011 | 2012 | 2013 |
| ---- | ---- | ---- | ---- | ---- | ---- | ---- |
| 894  | ↘662 | ↘551 | ↘488 | →488 | ↘480 | ↗497 |
| 2014 | 2015 | 2016 | 2017 | 2018 | 2019 | 2020 |
| ↘493 | ↗508 | ↗511 | ↗525 | ↗537 | ↘529 | ↘502 |
| 2021 |      |      |      |      |      |      |
| ↘474 |      |      |      |      |      |      |